# Nadine Dehmel
Nadine Dehmel-Huber (* 4. Januar 1976 in Berlin) ist eine deutsche Schauspielerin.

## Leben
Nadine Dehmel wurde 1976 als eines von sechs Kindern in Berlin geboren. Während ihrer Schulzeit besuchte sie sechs Monate eine High School in Orlando, Florida. Nach ihrem Abitur arbeitete sie einige Zeit im Disneyland Resort Paris.
1993 war Dehmel in der RTL-Seifenoper Gute Zeiten, schlechte Zeiten in der Nebenrolle der Anne Backhoff zu sehen. Drei Jahre später kehrte sie als Hauptdarstellerin ans Set der Serie zurück. Bis zu ihrem unfreiwilligen Ausstieg im Jahr 2000 spielte sie die Nataly Jäger. Danach zog sie sich aus der Schauspielerei zurück und gründete die Vermittlungsagentur Heart-Connection.
Am 15. Juli 2009 wurde sie Mutter eines Mädchens. Ihr Bruder Dirk war in den 1990er Jahren auch als Schauspieler tätig, u. a. in den Serien Gute Zeiten, schlechte Zeiten und Sprechstunde bei Dr. Frankenstein sowie in dem Fernsehfilm Mutter mit 18.

## Filmografie
- 1991: Drei Damen vom Grill (TV-Serie, 2 Episoden)
- 1993, 1996–2000: Gute Zeiten, schlechte Zeiten (TV-Serie, 1113 Episoden)
- 1998: OP ruft Dr. Bruckner (TV-Serie, 1 Episode)